# أندي ناي
أندي ناي (بالإنجليزية: Andy Nye)‏ هو كاتب أغاني بريطاني، ولد في 8 أبريل 1959.

## وصلات خارجية
- أندي ناي على موقع ميوزك برينز (الإنجليزية)
- أندي ناي على موقع ديسكوغز (الإنجليزية)